# Juan Carlos Carone
Juan Carlos « Pichino » Carone (né à Buenos Aires en Argentine le 18 mai 1942 et mort dans la même ville le 13 juin 2025) est un joueur international de football argentin.
Carone est surtout connu pour sa période dans le club portène du Vélez Sarsfield (1964-1969), avec qui il inscrit 76 buts en 149 matchs en Argentine Primera División, devenant le 6e meilleur buteur de l'histoire du club.
Carone était surnommé « Pichino », ce qui signifie « enfant » en italien[Selon qui ?].

## Biographie

### Club
Carone fut formé par les clubs de la capitale du Club Atlético River Plate et du Club Atlético Atlanta, faisant ses débuts en Argentine Primera División avec ce dernier le 5 août 1962, lors d'une défaite 2-0 contre le Gimnasia y Esgrima La Plata.
En 1963, le Vélez Sársfield paye 11 millions de pesos argentins pour s'attacher ses services (6 en cash plus le prêt de deux joueurs). Avec Vélez, il devient le meilleur buteur du championnat argentin en 1965 (avec 19 buts), et fait partie trois ans plus tard de l'effectif qui fait gagner au club son premier titre de l'ère professionnelle, celui de champion du pays en 1968 (Nacional), époque où il joue peu de matchs, dû à une blessure récurrente au tendon d'Achille.
En 1970, l'ailier gauche part rejoindre le club du Racing Club de Avellaneda, où il ne joue qu'une demi-saison. Il joue ensuite sa dernière saison avant la retraite au Mexique avec le club du CD Veracruz en 1970.

### Sélection
Carone joue avec l'équipe d'Argentine pour les tours préliminaires à la Coupe du monde de football 1966, mais n'est pas retenu dans l'effectif final qui dispute le mondial anglais. Avec l'Albiceleste, il joue deux matchs de la Copa América 1967, marquant un but contre le Venezuela.

## Palmarès
Vélez Sarsfield
- Vainqueur de l'Argentine Primera División (1) : 1968 (Nacional)
- Meilleur buteur de l'Argentine Primera División (1) : 1965